# Інститут атомної та теплової енергетики
У Київському політехнічному інституті навчання інженерів-теплотехніків розпочалося з перших днів існування навчального закладу. А в 1931 році було створено теплотехнічний факультет, який у 2021 році трансформовано в Інститут атомної та теплової енергетики (ІАТЕ).